# Maërl

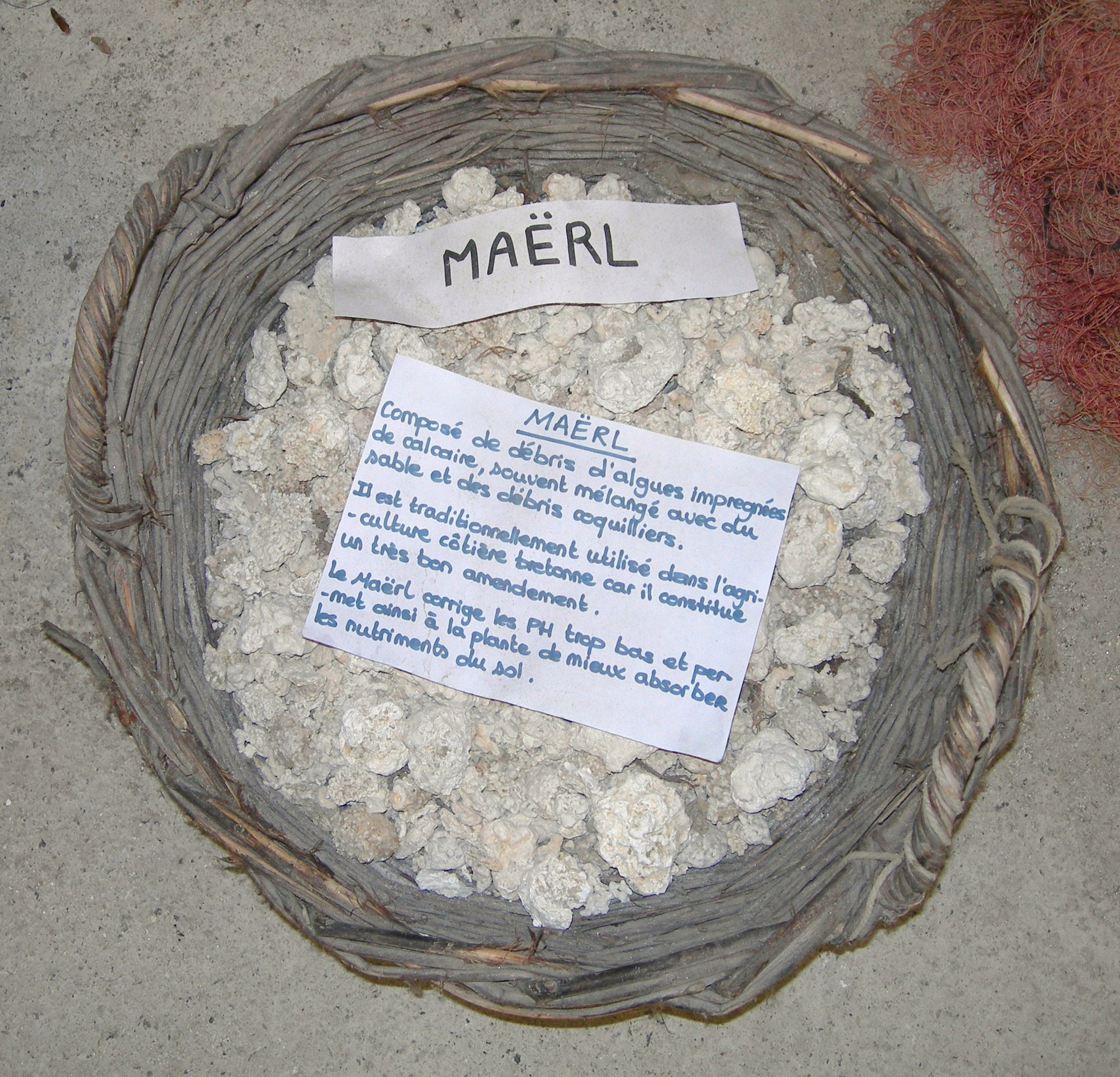
Panier rempli de maërl

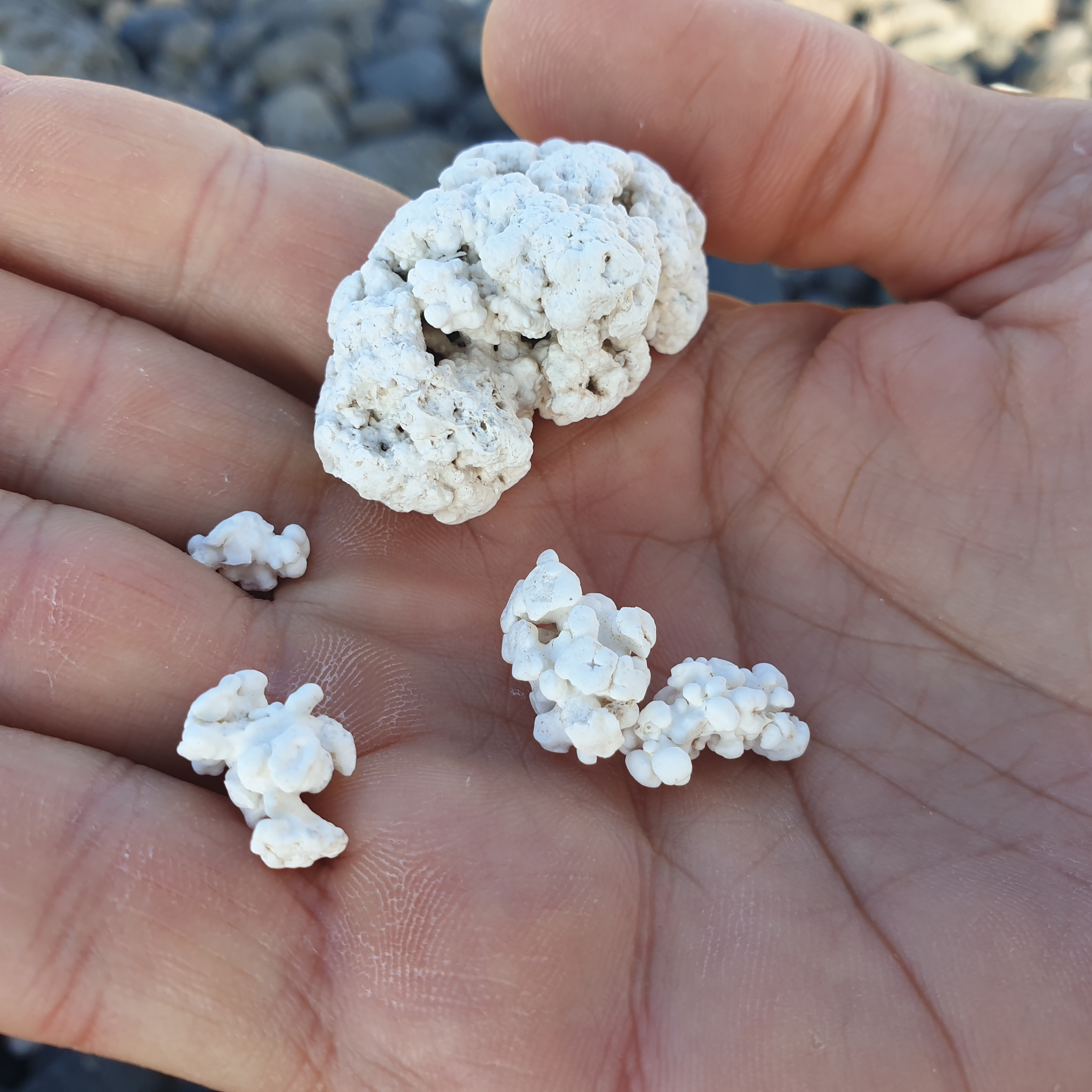
Morceaux de maërl ressemblant à du pop-corn provenant de l'île de Fuerteventura

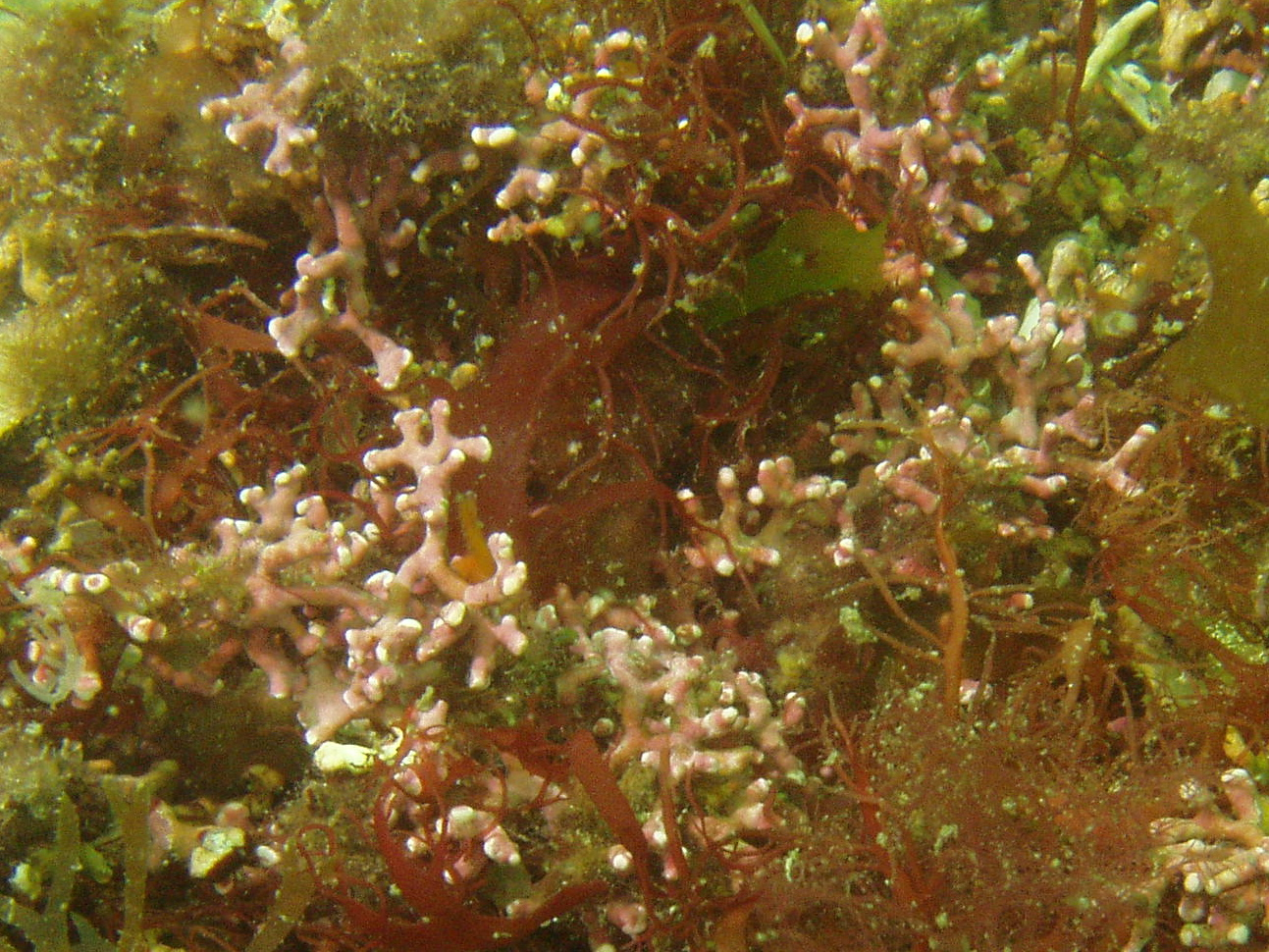
Les algues corallinacées ont la forme de petits arbuscules posés sur le fond avoisinant les côtes. Leurs cellules s'entourent d'une paroi calcaire, comme des petits coraux, ce qui constitue de microscopiques alvéoles offrant une très grande surface de dissolution du calcaire, faisant du maërl un très bon amendement.

Le maërl est un milieu (ou habitat) marin biogénique (c'est-à-dire produit par des espèces vivantes), constitué d'accumulation d'algues corallinacées riches en calcaire (notamment Lithothamnium corallioides). En France il se forme notamment le long des côtes de Bretagne. Il est plus rare en Manche-Est, mais présent localement dans les ridens. Sous une autre forme, du maërl existe aussi en Méditerranée.
Les algues qui l'ont produit ont la propriété de cristalliser certains éléments minéraux de l'eau de mer, ce qui explique qu'il soit très riche en calcium et en magnésium, fer et oligoéléments bioassimilables, ce pour quoi il a été exploité jusqu'à localement faire disparaître la ressource.

## Écologie
Les bancs de maërl (vivant ou mort) constituent une biocénose remarquable, comparable – toutes proportions gardées – au corail des zones tropicales.
Outre l'exploitation, les bancs de maërl sont menacés par l'eutrophisation, les rejets des cultures et élevages marins et sont dégradés par les engins modernes de pêche. Des études menées sur le site d'extraction des Glénan ont montré qu'en vingt ans tous les thalles vivants ont disparu du banc exploité et que les zones concomitantes à la concession étaient contaminées par les particules fines remises en suspension. Toute vie microfaunique a disparu de la zone d'extraction proprement dite.
On en trouve par exemple aux Baléares ; en France, en Bretagne, autour des îles d'Hyères et près de Marseille,, ou en Corse ; ou encore, plus au sud, en Algérie,,.
Ils sont produits par des algues calcaires des familles des Corallinacées et des Peyssonneliacées, souvent dominées par Phymatolithon calcareum, Lithothamnium corallioides, Peyssonnelia rosa-marina, Lithothamnium valens et Peyssonnelia crispata. L'épiflore est notamment constituée de Kallymenia spathulata, Cryptonemia tunaeformis, Dasyopsis penicillata…
Ces milieux sont peu productifs en biomasse mais constituent une grande partie des sédiments biogéniques du littoral, et jouent donc un rôle comme puits de carbone et tampon du pH de l'eau.
En Méditerranée, une sorte de maërl, différent du maërl breton, croît (très lentement) sur certains fonds meubles de l’étage circalittoral, à des profondeurs variant selon la turbidité de l'eau (-25 à −80 m).

## Exploitation

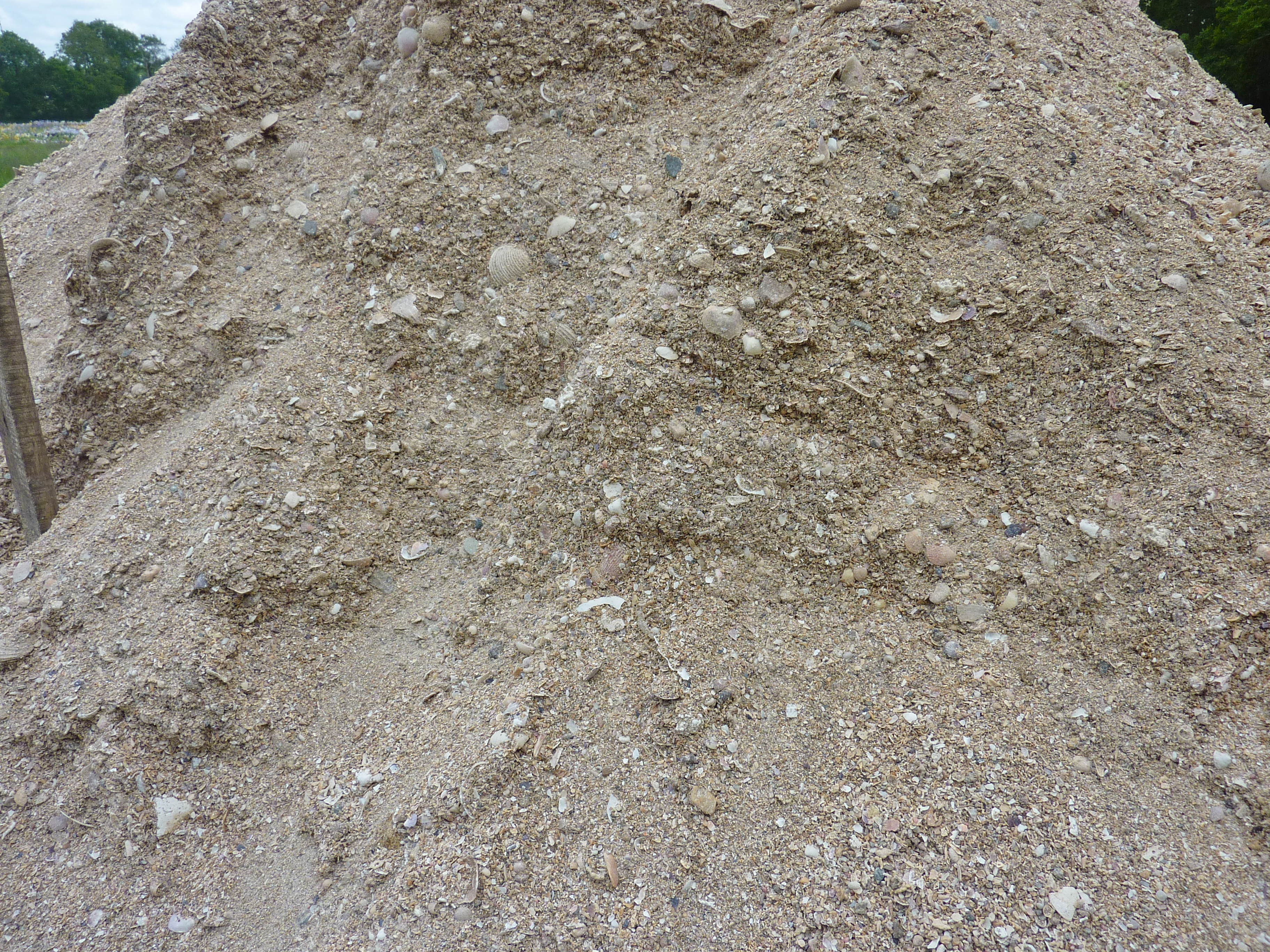
Un tas de maërl vu de près.

Sous sa forme exploitée, le maërl est un amas de débris d'algues calcaires souvent mélangé avec du sable et des débris coquilliers. Il est traditionnellement utilisé dans l'agriculture côtière de la Ceinture dorée bretonne car il constitue un très bon amendement pour sa richesse en magnésium, (l'un des  micro nutriments les plus demandés par les plantes à croissance rapide) ainsi qu'en fer et en oligo-éléments. De plus le maërl corrige les pH trop bas et ainsi permet à la plante de mieux absorber les nutriments du sol.
Le maërl est aussi utilisé en traitement de l'eau potable, pour la minéralisation, la correction du pH et de l'agressivité de l'eau. En 2006, cette utilisation représentait 50 % du volume total extrait (soit un volume de 24 000 m3 brut). On utilise également le maërl en aquariophilie, ainsi que pour aménager des allées en remplacement des gravillons.
Sa destruction par les extractions (conduites avec des dragues industrielles) menace la biodiversité dans les zones côtières. 
La directive Habitats considère les bancs de maërl comme habitat nécessitant protection et gestion, tandis que les deux espèces formant le maërl (Lithothamnium corallioides et Phymatholithum calcareum) ne doivent théoriquement pas être exploitées.

## Statut et protection en France

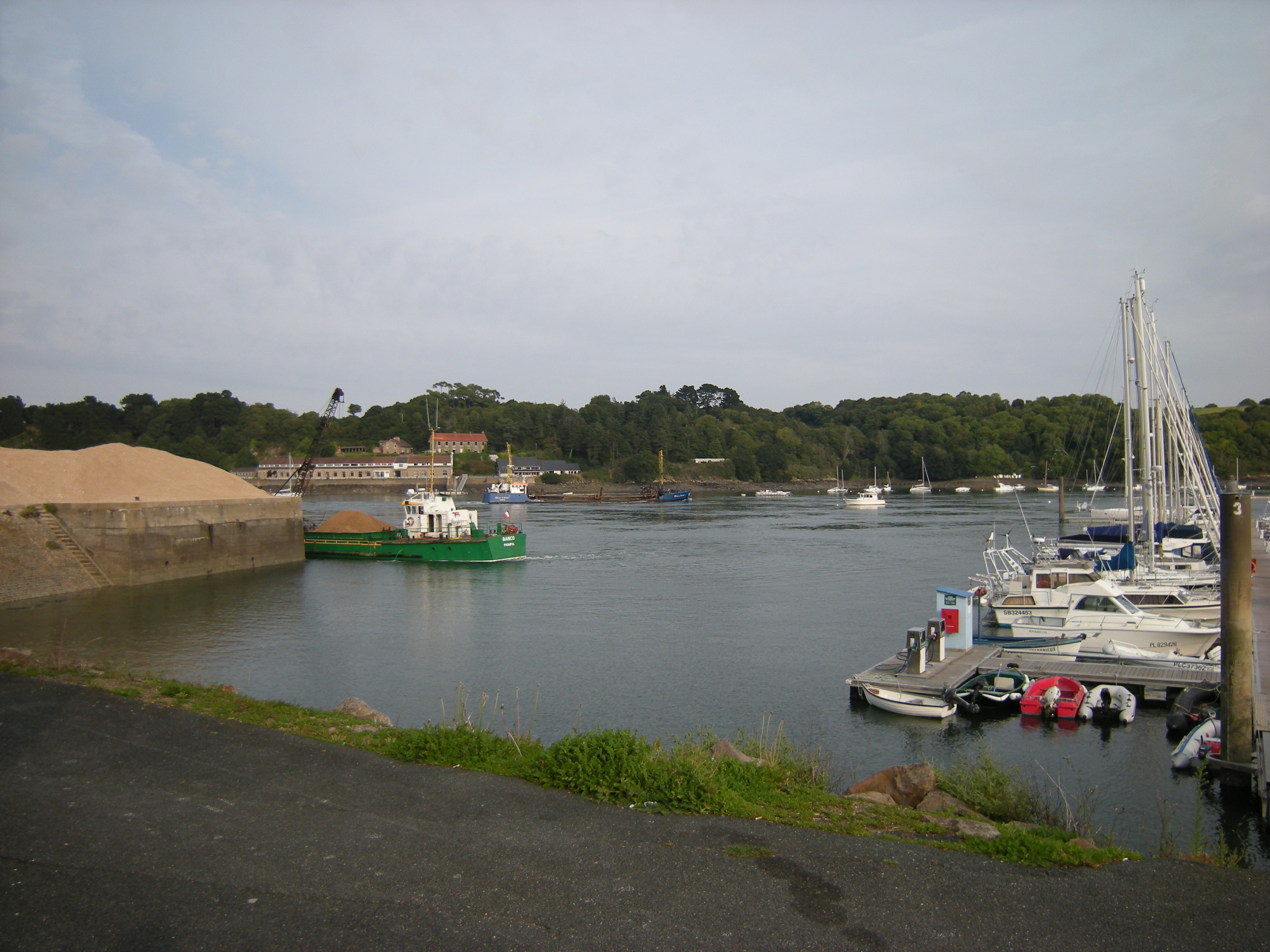
Deux sabliers devant le port de Lézardrieux, sur le Trieux, à mi-marée montante. Le Banco (en vert) manœuvre pour se mettre à quai, contre le courant, et y décharger son maërl. Le Côtes-d'Armor (en arrière-plan, en bleu) remonte vers Pontrieux avec le flot pour y arriver avant la pleine mer.

En Bretagne, cinq bancs étaient exploités à l’intérieur de zones Natura 2000 (dont trois représentaient 80 % des 500 000 tonnes débarquées annuellement).
Le ministère français chargé de l'environnement estime que la « protection de ces habitats suppose que l’on trouve un substitut au maërl, tels que les sédiments calcaires marins ou les coquilles de mollusques marins broyés, comme la crépidule, espèce envahissante ».
La croissance de ces algues étant très lente, la formation des bancs de maërl peut prendre plusieurs centaines d'années dans l'Atlantique nord. On en recense une trentaine de bancs en Bretagne, dont un important gisement dans l'archipel des Glénan qui n'est plus exploité depuis 2011.
Devant la hausse des demandes en maërl et la réduction de la ressource, les extractions sont totalement interdites en avril 2010 (décision préfectorale). De nouvelles autorisations d'extraction sont accordées par Emmanuel Macron à partir de 2015.